# The Book of Taliesyn
The Book of Taliesyn е вторият албум на британската хардрок група Дийп Пърпъл, издаден през 1969 г. Албумът следва психиделичното звучене на предходния Shades of Deep Purple, но вече започва да се забелязва и едно по-твърдо звучене, което ще придобие окончателен вид в албума от 1970 Deep Purple in Rock. Любопитно е, че първите минути от „Exposition“ са рок версия на началото на второ действие от Седма симфония на Лудвиг ван Бетховен.

### Оригинално издание
1. „Listen, Learn, Read On“ (Род Евънс, Ричи Блекмор, Джон Лорд, Иън Пейс) – 4:05
2. „Wring That Neck“ (оригинално озаглавена „Hard Road“ в САЩ) (Блекмор, Ник Симпър, Лорд, Пейс) – 5:13
3. „Kentucky Woman“ (Нийл Даймънд) – 4:44
4. a) „Exposition“ (Блекмор, Симпър, Лорд, Пейс) 
 b) „We Can Work It Out“ (Джон Ленън, Пол Маккартни) – 7:06  (6:66 вместо 7:06 на LP).
5. „Shield“ (Евънс, Блекмор, Лорд) – 6:06
6. „Anthem“ (Евънс, Лорд) – 6:31
7. „River Deep – Mountain High“ (Джеф Бари, Ели Гринуич, Фил Спектър) – 10:12

### Бонус парчета на пре-издадения компакт диск
1. „Oh No No No“ (студиен запис) (Майк Лиандър, Лиън Ръсел) – 4:25
2. „It's All Over“ (BBC Top Gear Session) (King, Бърт Бърнс) – 4:14
3. „Hey Bop a Re Bop“ (BBC Top Gear Session) (Евънс, Блекмор, Лорд, Пейс) – 3:31
4. „Wring That Neck“ (BBC Top Gear Session) (Блекмор, Симпър, Лорд, Пейс) – 4:42
5. „Playground“ (студиен запис от 18/8/69) (Блекмор, Пейс, Лорд) – 4:29

## Състав
- Род Евънс – вокал
- Ричи Блекмор – китара
- Джон Лорд – орган, клавишни, беквокали
- Иън Пейс – барабани
- Ник Симпър – бас китара, беквокали